# Islamische Mythologie
Die islamische Mythologie ist die Gesamtheit aller Mythen, die mit dem Koran und dem Islam verbunden sind. Sie handelt von Geschichten über den Propheten, über seine Anhänger und um die Kalifen. Aber auch Erzählungen von Fabel- und Mischwesen wie der Dschinn sind Teil von ihr. Die Übergänge zwischen einer einfachen Fabel und einem Teil der islamischen Mythologie sind oft fließend und schwer zu unterscheiden.
Oft werden eine Reihe von traditionellen Erzählungen als „islamische Mythen“ identifiziert. Zu ihnen gehören die Entstehungsgeschichte der Welt, das Leben nach dem Tod und die traditionell überlieferte Geschichte der Kaaba. Das Leben des Propheten Mohammeds wird allgemein als weitestgehend historisch fundierte Geschichte anerkannt und so hängt der Islam weniger von Mythologien ab als Judentum oder das Christentum. Dennoch enthält die islamische Erzählung zwei übernatürliche Schlüsselereignisse: die göttliche Offenbarung des Koran und die Isra und Mi'radsch – die Nachtreise Mohammeds nach Jerusalem, gefolgt von seinem Aufstieg in den siebten Himmel.
Darüber hinaus beinhalten die islamischen Erzählungen und Schriften eine Reihe von Legenden über biblische Charaktere, die in einigen Aspekten von den jüdischen und christlichen Versionen abweichen, wie beispielsweise die Geschichte des Propheten Hiob.

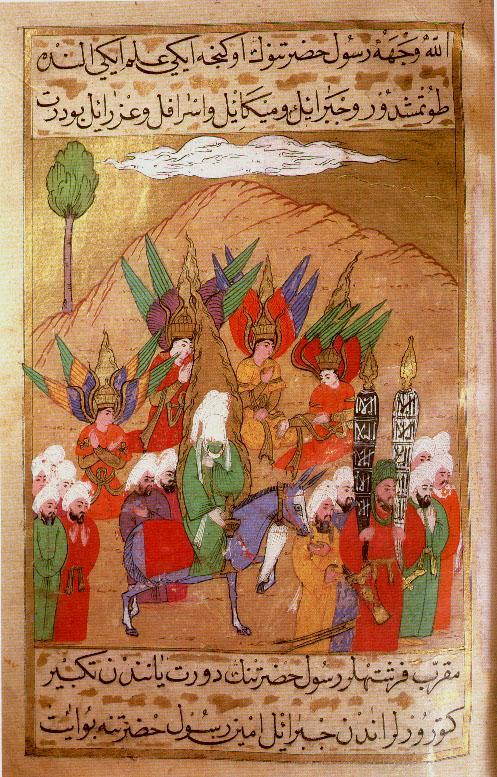
Der Prophet und seine Gefährten kommen in Mekka an, begleitet von den Engeln Gabriel, Michael, Israfil und Azrael.

## Mythen in der „Geschichte der Propheten und Gottesmänner“
Im Koran kommt der Schöpfungsmythos über mehrere Suren verstreut vor. Himmel und Erde waren als eine Einheit miteinander verbunden, bevor sie auseinander gespalten wurden. Nach einer Phase, in der sie Rauch waren, erreichten sie ihre jetzige Form. Der Koran berichtet davon, dass der Schöpfungsprozess sechs Tage dauerte. In den ersten zwei Tagen werden sieben Himmel erschaffen. Danach erfolgt die Weisung über das, was darin zu geschehen habe. Und der untere Himmel, welcher der Erde am nächsten ist, wurde mit Schmuck von Lampen versehen, die auch vor neugierigen Satanen schützen sollen.
Jedoch bleibt anzumerken, dass im Koran das Wort „Tag“ sehr lose und nicht in dem heutigen Sinn verwendet wird, während es die Zeit angibt. Beispielsweise heißt es in Sure 70, Vers 4: „Die Engel und der Geist werden während eines Tages zu Ihm aufsteigen, dessen Ausmaß fünfzigtausend Jahre beträgt“.
Der Koran besagt, dass Gott die Welt, den Kosmos und alle Lebewesen erschaffen hat, die laufen, schwimmen, kriechen und über das Antlitz der Erde fliegen. Er erschuf die Engel, die Sonne, den Mond und die Sterne um das Universum zu bewohnen. Er ließ es in Strömen regnen und brach den Boden auf, um die Pflanzen  hervorzubringen. Traditionell wurde die Erde von einigen anderen Kreaturen wie den Dschinn bewohnt, bevor Gott die Menschheit erschaffen hat.
Aus Lehm, Erde, Sand und Wasser formte Gott das erste Modell eines Menschen. Er hauchte ihm Leben ein und das Modell entwickelte sich zum ersten Menschen: Adam. Er sollte von nun an im Paradies leben. Gott lehrte Adam die Namen aller Geschöpfe und befahl dann allen Engeln, sich vor Adam niederzuwerfen. Alle verbeugten sich, nur Iblis weigerte sich, Gott zu gehorchen.
Gott setzte Adam in einen wunderschönen Garten im Paradies und sagte ihm, dass er essen könne, was immer er wolle, außer der Frucht eines verbotenen Baumes. Satan (Iblis) versuchte Adam irrezuleiten und ihn zu überreden, die Frucht zu essen. Als Adam dies tat, verbannte ihn Gott aus dem Paradies. Muslimische Gelehrte sind gespalten, ob das Paradies, aus dem Adam vertrieben wurde, das im allgemeinen Sinne gebrauchte Paradies im Himmel ist, welches alle Gerechten am Tag des Gerichts betreten oder einem Paradies auf Erden, das seitdem auf ewig verloren ist.
Obwohl die Schöpfungsgeschichte im Koran in einigen Aspekten der christlichen- und der jüdischen Variante gleicht, gibt es also dennoch einige gravierende Unterschiede. In der hebräischen Version in Genesis versucht eine Schlange Adam und Eva zu verführen, die Frucht zu essen. Während die Schöpfungsgeschichte der Genesis die Schlange mit Satan nicht explizit identifiziert, sind Satan und die Schlange laut dem Neuen Testament das gleiche Wesen (Offenbarung 12:9 und 20:2). Auch wurde in der Genesis Eva versucht, Adam aber nicht. Im Gegensatz dazu sagt der Koran ausdrücklich, dass Satan Adam dazu verleitet hat, die Frucht zu essen. Im Gegensatz zu christlichen Traditionen, die Satan als gegen Gott rebellierenden Engel sehen, identifiziert die islamische Tradition Satans Ungehorsam als Ergebnis seiner überlegenen Natur aus Feuer, im Gegensatz zur Natur der Menschen. Gott warf Iblis aus seinem Paradies, und Iblis gelobte, Adams Generationen zur Korruption zu verleiten und Gott ungehorsam zu sein.
Der Islam bezieht viele biblische Ereignisse und Helden in seine Mythologie mit ein. So bilden Geschichten wie über Musa (Moses) oder Ibrahim (Abraham) Teile der islamischen Schriften. Der Koran berichtet außerdem ausführlich über die jüdische Geschichte des Yūsuf (Joseph), der an einen Ägypter verkauft wurde und über die christliche Geschichte der Maria, der Mutter von Jesus. In beiden Fällen fügt der Islam originale Details und islamische Interpretation hinzu: in dieser Version spricht Jesus beispielsweise, als er noch ein Kind ist, und er ist nicht der Sohn Gottes, sondern der Sohn Marias und als Verkündiger des Evangeliums das Wort Gottes.

## Die Dschinn

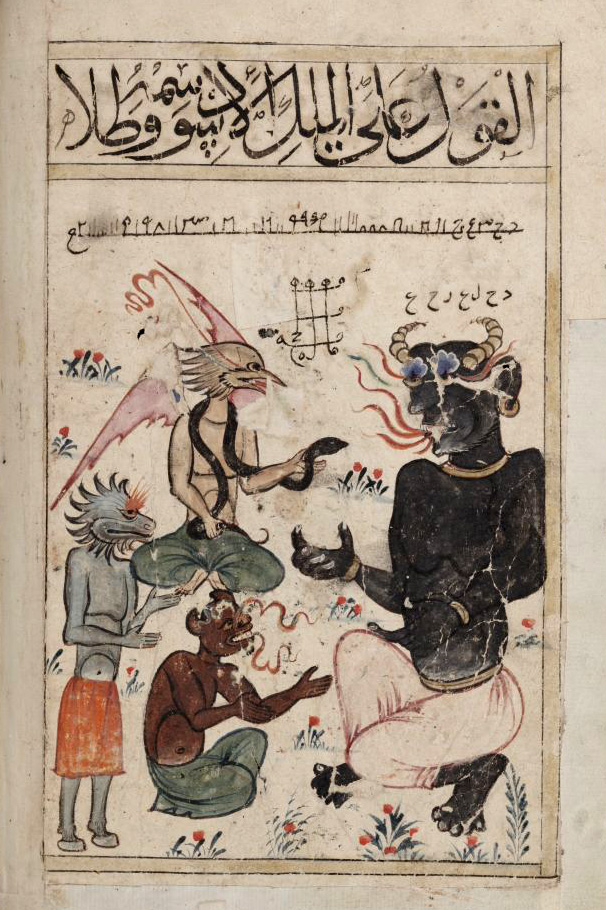
Mehrere Dschinn beschweren sich über die Menschheit vor dem Ifrit Al-Malik al-Aswad (Der schwarze König).

Bei den Dschinnen handelt es sich um eine von drei generell in der islamischen Theologie akzeptierten Geistwesen. Ursprünglich dürfte man sich die Dschinnen als Naturdämonen oder Schutzgötter vorgestellt haben. Der Koran spricht ihnen jedoch jegliche göttliche Funktion ab, und als moralisch ambivalente Wesen, auch die Rolle der Teufel und Engel, und rückt sie nahe an die Position der Menschen, mit denen die Dschinnen im Koran meistens gemeinsam genannt werden. Durch die ambivalente Rolle der Dschinnen, konnte der Islam bei seiner Ausbreitung, Glaubensvorstellungen anderer Kulturen, in die eigene Religion aufnehmen. Der Dschinn-Glaube ist somit kein striktes islamisches Konzept, sondern reflektiert verschiedene heidnische Glaubensvorstellungen, die an den Islam angepasst worden sind.
Bei den Dschinnen handelt es sich zudem nicht um rein spirituelle Wesen, anders als die Ruhaniyya. Die meisten islamischen Autoren beschreiben sie als physische Wesen, die aus feinem Stoffe (Maridschin min Nar) erschaffen wurden und behandeln auch Fragen der Eheschließung zwischen den Menschen und den Dschinnen und wie mit aus einer solchen Ehe hervorgegangenen Kindern verblieben werden müsste. Solche Ehen wurden dennoch von den meisten muslimischen Gelehrten als verwerflich (makruh) eingestuft. Ausgehend von der Hadith-Literatur, würden die Dschinnen, wie auch die Menschen, Nahrung aufnehmen. Dabei würden sie verrottetes Fleisch dem Frischen vorziehen. Nach dem Verzehren, wachse das Fleisch wieder nach. Um zu verhindern, dass man versehentlich einen solchen Dschinn verletzt, sagen viele Muslime „destur“, bevor sie eine Tätigkeit ausführen, die einen unsichtbaren Dschinn verletzten oder verärgern könnte.
Im islamischen Glauben gibt es eine Vielzahl verschiedener Dschinnen, wobei manche eine eigene Gattung von Geistwesen einnehmen, die aber dennoch unter dem Ausdruck Dschinn zusammengefasst werden, und die gleiche ontologische Stellung im Geisterreich einnehmen. Darunter sind die Diw zu finden, Monster oder Dämonen, mit magischen Kräften ausgestattet, die noch vor den eigentlichen Dschinnen erschaffen worden sind. Im Volksglauben herrscht die Vorstellung vor, die Dschinn haben die Erde lange vor den Menschen bewohnt und seien die Nachfolger anderer Gattungen von Geistwesen. Das im Koran in Sure 2:30 genannte Wort Khalifa (Nachfolger), wurde häufig als Bestätigung dieses Glaubens gedeutet, so seien die Menschen die Nachfolger, jener Wesen. Als der König der Dschinn, jedoch den Himmel beleidigte, sandte Gott Iblis mit einer Armee von Engeln aus, um die Dschinn von vertreiben. Einige Geistwesen hätten sich Iblis angeschlossen und wurden daraufhin seine Anhänger. Als Gott dann die Menschheit als Nachfolger erschuf, weigerten sich Iblis und sein Gefolge der neuen Schöpfung Respekt zu zollen, woraufhin sie in die feurige Unterwelt verbannt wurden. Die übrigen Dschinnen wandern seither auf Erden als eine Quelle des Leids und Elends, Erst mit der Ankunft des Propheten Muhammads hätten die Dschinnen wieder eine Chance auf Erlösung. Die Sure 72 wird häufig als jene Predigt gedeutet, bei der die Dschinnen das erste Mal von der Botschaft Muhammads hörten.

## Die Kaaba
Nach der islamischen Mythologie beauftragte Gott Adam, ein Gebäude zu errichten, das das irdische Gegenstück zum Haus des Himmels sein sollte. Dies war der riesige schwarze Steinwürfel, die Kaaba, eine als heilig verehrte Moschee. Islamische Literatur besagt, dass die Kaaba in der Flut von Nuh (Noah) zerstört wurde. Später wurden Ibrahim (Abraham) und Ismail (Ismael) von Allah angewiesen, die Kaaba auf den alten Fundamenten wieder aufzubauen. Als Ismail auf der Suche nach einem Stein war, traf er sich mit dem Engel Dschibrail (Gabriel). Dieser gab ihm den Schwarzen Stein.
Nach dem Hadith soll der Schwarze Stein milchig weiß gewesen sein, nachdem er vom Himmel herabgestiegen war, aber aufgrund der Sünden Adams und der Menschen, die ihn berührt hatten, wurde er im Laufe der Zeit schwarz.
Die Kaaba war ursprünglich als symbolisches Haus für den einen monotheistischen Gott gedacht. Nach Ibrahims Tod begannen die Menschen, die Kaaba mit heidnischen Idolen zu füllen. Als Muhammad Mekka eroberte, entfernte er die Götzenbilder von der Kaaba. Sie fungiert seither als wichtiger Wallfahrtsort, den alle Muslime mindestens einmal im Leben besucht haben sollten, wenn sie dazu im Stande waren. Muslime sollen fünf Mal am Tag beten und dabei in die Richtung der Kaaba blicken.

## Wesen
- Azrael – einer der vier Erzengel des Islam: der Engel des Todes[34]
- Buraq – ein geflügeltes Ross mit einem sehr großen Schritt: es konnte seine Hufe an der äußersten Grenze seines Blicks aufsetzten.[35] Es transportierte den Propheten Muhammad in den Himmel.[36]
- Dschibra'il – der Erzengel Gabriel: Bote von Gott.[37] Anders als in der christlichen Tradition, ist es nicht Michael, sondern Gabriel, der die Rolle des Kriegerengels übernimmt. Somit ist es auch Gabriel, der Muhammad zum Krieg gegen die Banu Qurayza motiviert, und die Engel im Kampf von Badr anführt. Vergleichbar mit seiner Rolle in der jüdischen Vorstellung, zur Zerstörung der Städte der Ungläubigen geschickt wird.[38]
- Darda'il – Engel, die durch die Erde reisen und Versammlungen suchen, in denen sich die Menschen an den Namen Gottes erinnern.
- Dschinn –  unsichtbare Kreaturen, die zusammen mit Menschen auf der Erde leben und wie sie zwischen gut und böse entscheiden können. Sie hätten allerdings schon vor den Menschen die Erden bewohnt.[39]
- Engel – Diener Gottes, die aus Licht erschaffen wurden. Sie haben keine körperlichen Bedürfnisse und übernehmen verschiedene Aufgaben, die Gott ihnen zuteilt.
- Harut und Marut – Engel, die auf Erden den Menschen Zauberei lehrten, um sie zu testen.
- Huri – Reine Wesen im Jenseits, Partner derer, die im Paradies keinen Ehepartner haben.[40]
- Iblis – Verderber der Menschen und Anführer der Satane. Er wurde von Gott aus dem Himmel geworfen.[41]
- Israfil – Erzengel im Islam: der Engel der Trompete des Verderbens; wenn sie geblasen wird, sterben alle Lebewesen.[42]
- Ifrit – Kräftiger Dschinn oder mächtiger Satan, häufig auch ein Geist der Unterwelt.[43]
- Kiraman Katibin – die zwei Engel (Raqib und Atid), die die guten und schlechten Taten einer Person sammeln, aufzeichnen und aufbewahren.[44]
- Mu'aqqibat – Schutzengel, die Menschen vor dem Tod schützen, bis das festgelegte Todesdatum eingetreten ist.[45]
- Malik – Engel: bewacht das Höllenfeuer.[46]
- Munkar und Nakir – Engel, die den Glauben der Toten in ihren Gräbern prüfen.[47]
- Ridwan – Engel: Wächter des Paradieses.[48]
- Satane – Anhänger des Teufels (Iblis). Meistens werden sie sich als seine Kinder vorgestellt, die er von Gott erhalten habe, nachdem dieser aus dem Himmel verbannt wurde. Sie versuchen die Gläubigen zum Bösen zu bringen, indem sie in ihr Herz flüstern.
- Yaʾdschūdsch und Maʾdschūdsch (Gog und Magog): zwei Völker.[49]

## Orte
- Barzach – Grenze zwischen der Hölle und dem Paradies, Toten und Lebendigen und Tod und Wiederauferstehung. Phase, in der die kürzlich verstorbenen in ihrem Grab befragt werden.[50]

- Dschahannam – Die Hölle im Islam.[51]
- Garten Eden – Paradies, in dem Adam und Eva vor ihrer Verbannung lebte.[52]
- Dschanna – Paradies im Islam.[53]
- Kaaba – Heiliges Gebäude, das Muslime während des Haddsch besuchen.[54]

## Ereignisse
- Schöpfung der Welt; sechstägiger Akt von Gott
  - Der Verlust des Paradieses, der durch das Essen der verbotenen Frucht durch Adam entstand; Islam glaubt im Gegensatz zum Christentum nicht an die Erbsünde
  - Arche Noah: Nach einem Hochwasserereignis lud die Arche von jeder Tierart zwei auf das Schiff und rettete sie so vor dem Aussterben.
- Qiyamah – Tag der Auferstehung und der Belohnung und Bestrafung der Guten und der Bösen; ein grundlegendes Element der islamischen Eschatologie, die ähnlich den jüdischen und christlichen Traditionen ist.